# Eeuwigheidszondag
Eeuwigheidszondag (Saecula Saeculorum) is, in veel protestantse kerken, de laatste zondag van het kerkelijk jaar en tevens de zondag voordat de adventstijd begint. Deze zondag wordt ook wel voleindingszondag of de oudejaarsdag van de kerk genoemd.
- In 2025 valt deze zondag op 23 november.

## Betekenis
In veel lutherse, protestantse en gereformeerde kerken gedenkt men op eeuwigheidszondag tijdens de kerkdienst de overledenen en in het bijzonder de gemeenteleden die in het afgelopen kerkelijk jaar zijn overleden. Eeuwigheidszondag wijst op de begrenzing en voltooiing van het leven. Mensen en heel de schepping zijn tijdelijk maar, zo wordt beleden, het leven eindigt niet bij de dood maar keert terug tot God, de Eeuwige.
De kerk viert op eeuwigheidszondag dat Christus koning is, die regeert over de grens van de dood. Dit thema wordt ook gevierd op het Rooms-katholieke Feest van Christus Koning (Dominus Noster Iesus Christus Universorum Rex of kortweg Christus Rex) op dezelfde dag. Eeuwigheidszondag wordt gevolgd door de periode van advent waarin uitgezien wordt naar de geboorte van Christus.

## Herkomst
Deze zondag heeft zijn wortels niet in de rooms-katholieke maar in de lutherse traditie. De Pruisische koning Frederik Willem III bepaalde in 1816 dat de dag in zijn gebied een „algemeen christelijk feest ter herinnering aan de overledenen” moest zijn. Deze ”dodenzondag” wordt vervolgens overgenomen door de Duitse landskerken en wordt populair. Tegelijk was deze dag een soort dodenherdenking voor allen die in oorlogen gesneuveld waren. Er was echter ook theologische kritiek op deze ”Totensonntag”. In de kerkboeken kreeg deze zondag dan ook vaak een andere naam, bijvoorbeeld ”eeuwigheidszondag”. Het werd zo een tegenhanger van het rooms-katholieke Allerzielen.
In protestants Nederland komt in de loop van de 20e eeuw steeds meer aandacht voor het kerkelijk jaar. Ook de aanduiding eeuwigheidszondag raakt in zwang, evenals het gebruik om op deze zondag de overledenen uit de kerkelijke gemeente te herdenken.